# 剎靈
《剎靈》（英語：The Ring Two）是一部2005年上映的美国超自然恐怖電影，是2002年电影《七夜冤靈》的续集，而后者则是1998年日本电影《午夜凶鈴》的重製。本片由原版《午夜凶鈴》的导演中田秀夫接替高爾·韋賓斯基执导。在中田秀夫接手之前，诺姆·穆罗（Noam Murro）曾被选为导演，但因创作分歧而离开。娜奥米·沃茨、大卫·多夫曼（David Dorfman）和戴维·切斯（Daveigh Chase）回归出演原角色，西蒙·贝克、伊丽莎白·帕金斯和西席·斯貝西克加入演出阵容。本片还是瑪麗·伊莉莎白·文斯蒂德的电影处女作。
影片在俄勒冈州的阿斯托里亞和加利福尼亚州的洛杉矶拍摄。原计划于2004年11月10日上映，最终于2005年3月18日影院上映。尽管影片总体上获得了褒贬不一的评价，但在美国首周末票房高达3500万美元，比前作首周票房的两倍还多。其最终美国国内票房为7600万美元，低于前作的1.29亿美元，但国际票房达8700万美元，总票房收入达1.64亿美元。
这是美国版环界系列的第二部，续集为2017年的《七夜怪譚》。

## 剧情
在第一部电影和短片《午夜凶铃》事件六个月后，萨玛拉·摩根的诅咒录像带正在俄勒冈州阿斯托里亞流传。今天是杰克·皮尔斯观看诅咒录像带后的第七天，他感到绝望，恳求朋友艾米莉观看录像带。当艾米莉大概要观看录像带时，杰克暂时走进厨房。杰克接到一通电话，发现打电话的是他的朋友，两人早已计划欺骗艾米莉来让她观看录像带。然而，杰克发现厨房门下流出黑色液体，急忙跑到客厅，才发现艾米莉在观看录像带时闭上了眼睛。随后，萨玛拉迅速杀害了杰克。
瑞秋·凯勒和9岁的儿子艾丹从西雅圖搬到阿斯托利亚。瑞秋在《每日阿斯托利亚报》为主编马克斯·罗克工作。瑞秋得知杰克的死讯，正检查他的尸体时，萨玛拉现身，声称一直在找她。瑞秋闯入杰克的家，拿到了录像带，将其烧毁。艾丹做了一个梦，梦见萨玛拉将他拖入电视机中。他很快开始出现失溫症和手臂瘀伤。在一次县集市上，艾丹进入洗手间拍摄自己的镜像，发现萨玛拉的身影。回家途中，一群狂暴的鹿袭击了他们。瑞秋意识到萨玛拉可能已经附身在艾丹身上。
马克斯接待了他们。瑞秋给艾丹洗澡时，他表现出对水的恐惧。萨玛拉使浴缸中的水退去，把艾丹变成自己恐吓瑞秋，迫使瑞秋试图淹死她。马克斯进来，看到她试图淹死艾丹，便强迫瑞秋将儿子送往医院。基于艾丹的瘀伤，心理医生艾玛·坦普尔怀疑瑞秋有虐待儿童行为。瑞秋承认自己曾有产后抑郁症后被送离医院。为了寻找答案，瑞秋返回马斯科岛，发现萨玛拉的亲生母亲伊芙琳曾试图在她婴儿时溺死她。瑞秋在精神病院探访伊芙琳，后者建议她“听从她的孩子”。
在医院里，被萨玛拉附身的艾丹杀害了坦普尔医生。警察目击了谋杀事件，艾丹逃跑后返回马克斯的家。马克斯怀疑有问题，试图偷偷为艾丹拍照。瑞秋回来，发现艾丹性格大变。她走出屋外，发现马克斯的尸体在他的卡车里。瑞秋睡着后梦见艾丹告诉她必须驱逐萨玛拉。醒来后，她用安眠药让萨玛拉入睡，将艾丹放入浴缸以暂时驱逐萨玛拉。
萨玛拉被驱逐出来，但透过电视重新现身。瑞秋让萨玛拉将自己拖入萨玛拉的黑白世界。在萨玛拉死去的井底，瑞秋发现井盖没有完全合上。她爬出井壁，摆脱萨玛拉的追赶，关上井盖，将萨玛拉彻底锁在她和艾丹的生活之外。瑞秋穿过树林来到安娜自杀的悬崖边。听到艾丹的声音后，瑞秋从悬崖上坠入水中，回到了现实世界与艾丹团聚。

## 演员
- 娜奥米·沃茨 饰 瑞秋·凯勒（英语：Rachel Keller）
- 大卫·多夫曼 饰 艾丹
- 西蒙·贝克 饰 马克斯·罗克
- 凯莉·斯泰布尔斯（英语：Kelly Stables） 饰 萨玛拉·摩根
  - 戴维·切斯 饰 人类形态的萨玛拉·摩根（旧有画面）
- 西席·斯貝西克 饰 伊芙琳·博登
  - 瑪麗·伊莉莎白·文斯蒂德 饰 年轻的伊芙琳·博登
- 伊丽莎白·帕金斯 饰 艾玛·坦普尔医生
- 蓋瑞·科爾 饰 马丁·萨维德
- 瑞恩·莫里曼 饰 杰克·皮尔斯
- 艾蜜莉·芬凱普 饰 艾米莉
- 凯莉·欧文顿（英语：Kelly Overton (actress)） 饰 贝茜
- 詹姆斯·莱瑟（英语：James Lesure） 饰 医生
- 香奈特·约翰逊（英语：Chane't Johnson） 饰 收养顾问

## 评价
在评论汇总网站“爛番茄”上，影片的好评率为20%，基于189篇评论，平均评分为4.44/10。网站的批评共识指出：“《剎靈》充满了恐怖片的陈词滥调，即使是原版导演中田秀夫也无法拯救这部充满荒谬情节的无聊剧本。”Metacritic根据37位评论家的评价为影片打出44分（满分100分）的加權平均分，表示“褒贬不一或中规中矩的评价”。
罗杰·埃伯特认为本片优于前作，并给出2½星的评价：“《剎靈》的魅力虽然有限，但确实存在。这种魅力来自于影片在毫无逻辑的情况下，仍能在相当多的时间里创造出真实的紧张感。”
根据CinemaScore调查的观众反馈，影片平均得分为“C+”（评分范围为A+至F）。

## 家庭媒体
在未分级版DVD的发行中，收录了一些未在影院版中出现的额外场景。这些场景有：瑞秋与新邻居（同时也是社区八卦人士）的对话；马克斯对瑞秋表现出爱意的多个片段；萨玛拉在附身艾丹之前的更多镜头（包括她在当地集市的卫生间进入艾丹身体的场景）；以及加长的开场场景。然而，影院版中艾丹首次在当地集市遇到鹿的场景（在鹿袭击之前）被删除。此外，断电场景被替换为艾丹房间的灯光闪烁以及楼下烤箱着火的片段。一些音乐提示也被更改，例如开场萨玛拉从井中跃出的音乐。
短片《午夜凶铃》（2005年）也收录在未分级版DVD中（此前，该短片曾收录在《七夜冤靈》特别版中，在《剎靈》上映前发行）。影片于2012年10月26日在日本首次以藍光光碟形式正式发行，收录DVD的所有附加内容以及未分级剪辑版。2024年3月19日，影片首次在美国以蓝光和4K UHD格式由Scream Factory发行，是《七夜冤靈》合集的一部分，收录影院版和未分级版。